# كين روذرفورد
كين روذرفورد (26 أكتوبر 1965 بدنيدن في نيوزيلندا - ) (بالإنجليزية: Ken Rutherford)‏ هو لاعب كريكت نيوزلندي. شارك مع منتخب نيوزيلندا الوطني للكريكت. أما مع النوادي، فقد لعب مع Gauteng (cricket team) ‏ وفريق أوتاغو للكريكت ‏.

## وصلات خارجية
- كين روذرفورد على موقع إي آس بي آن كريك إنفو (الإنجليزية)